# Yllenus vittatus
Yllenus vittatus là một loài nhện trong họ Salticidae.
Loài này thuộc chi Yllenus. Yllenus vittatus được Tord Tamerlan Teodor Thorell miêu tả năm 1875.